# Demetrio Albertini
Demetrio Albertini (Besana in Brianza, 23 agosto 1971) è un dirigente sportivo ed ex calciatore italiano, di ruolo centrocampista, presidente del settore tecnico della Federazione Italiana Giuoco Calcio.
Ritenuto tra i più validi centrocampisti della sua generazione, con la nazionale italiana è stato vicecampione del mondo a Stati Uniti 1994 e vicecampione d'Europa a Belgio-Paesi Bassi 2000. Con la nazionale italiana Under-21 ha vinto il campionato europeo di categoria nel 1992.
Ha legato la sua carriera al Milan, squadra in cui ha militato per 13 stagioni (di cui 11 consecutive) vincendo numerosi trofei, tra cui cinque scudetti e tre Coppe dei Campioni/UEFA Champions League. Oltre ad aver vestito la maglia di varie squadre italiane, ha militato nel campionato spagnolo, vestendo le maglie di Atlético Madrid e Barcellona e vincendo con quest'ultima un campionato.

## Caratteristiche tecniche
È stato un centrocampista completo e tatticamente duttile, in grado di effettuare passaggi e lanci lunghi precisi per i compagni. Giocatore dotato di ottime qualità tecniche ed eccellente visione di gioco, nasce come regista di centrocampo. Era molto abile a creare azioni da gol e a dettare i tempi della squadra; infatti, venne soprannominato "il metronomo" e "il cervello" della nazionale e del Milan. Era inoltre un buon tiratore: abile rigorista, era in grado di tirare le punizioni a giro o di potenza. Calciava bene anche da lontano. Caratteristica dei suoi tiri, in particolare sui calci di rigore, l'assenza quasi totale di rincorsa. Tutti questi attributi gli permisero di diventare uno dei centrocampisti migliori del panorama mondiale degli anni '90.

## Carriera

### Giocatore

#### Club

Albertini in azione al Padova nella stagione 1990-1991

Albertini festeggia il primo scudetto della carriera nella stagione 1991-1992

Albertini in festa per lo scudetto milanista 1998-1999

Di origini sarde dal ramo materno, viene chiamato Demetrio in onore del santo patrono di Oschiri (SS) su suggerimento dello zio. Cresce a Villa Raverio, a pochi chilometri da Monza, e muove i suoi primi passi nella squadra giovanile dell'oratorio locale.
Entra poi nel settore giovanile del Milan, società alla quale resterà legato per la maggior parte della carriera sportiva e con cui nella stagione 1988-1989 debutta in Serie A il 15 gennaio 1989, a 17 anni, mandato in campo dall'allenatore Arrigo Sacchi nella partita Milan-Como (4-0).
All'inizio della stagione 1990-1991, a 19 anni, viene ceduto in prestito al Padova, in Serie B, dove ebbe occasione di giocare per la prima volta con continuità, collezionando 28 gare e 5 gol. A fine di quell'annata calcistica, inoltre, il centrocampista venne premiato dalla Diadora in quanto ritenuto la miglior speranza italiana nello sport.
Tornato al Milan, diviene una pedina fondamentale del gioco di Fabio Capello già nella stagione 1991-1992, in cui i rossoneri vincono lo scudetto senza subire sconfitte, impresa senza precedenti sino a quel momento. Albertini giocherà in maglia rossonera per undici stagioni consecutive, dal 1991 al 2002, vincendo cinque scudetti (di cui tre consecutivi dal 1992 al 1994), tre Coppe dei Campioni/Champions League, una Supercoppa UEFA e 3 Supercoppe italiane. Il suo bilancio al Milan è in totale di 406 presenze (di cui 293 in Serie A) e 28 gol (di cui 21 in massima serie). Dal punto di vista personale, la sua annata migliore è stata la 1996-1997, in cui ha realizzato ben otto reti (record stagionale della sua carriera).
Nel 2002, non rientrando più nei piani del tecnico Carlo Ancelotti, che gli preferì il giovane Andrea Pirlo, andò in prestito all'Atlético Madrid, in Spagna, dove ottenne 28 presenze e 2 gol nella Liga.
L'anno seguente tornò in Italia e venne ceduto in un'operazione di scambio con Giuseppe Pancaro, con grande amarezza del giocatore, alla Lazio, con cui collezionò 23 presenze e mise a segno due reti, vincendo anche la Coppa Italia. 

Albertini in azione al Milan nell'annata 1991-1992

Nella stagione 2004-2005 si trasferì all'Atalanta; con la squadra bergamasca Albertini giocò 14 partite segnando un gol, all'esordio. Nel mercato di gennaio il centrocampista tornò in Spagna passando al Barcellona, ricevendo per questo alcune critiche dal suo ex tecnico Delio Rossi. In Catalogna giocò unicamente cinque partite, che gli permisero tuttavia di fregiarsi del titolo di Primera División vinto dalla squadra allenata da Frank Rijkaard, suo ex compagno di squadra al Milan.
Infine il 5 dicembre 2005, a 34 anni, annunciò il suo ritiro dall'attività agonistica. La festa di addio al calcio di Albertini si è svolta il 15 marzo 2006 a San Siro, con una partita celebrativa tra Milan e Barcellona.

#### Nazionale
Convocato dal neo commissario tecnico Arrigo Sacchi, esordisce in nazionale il 21 dicembre 1991, all'età di 20 anni, giocando titolare nell'ultima partita delle qualificazioni a Euro 1992, vinta per 2-0 contro Cipro a Foggia.
A partire dall'anno successivo prende il posto di Giuseppe Giannini come regista titolare, e forma per numerosi anni l'asse centrale di centrocampo con il coetaneo Dino Baggio. Partecipa quindi al campionato del mondo 1994 negli Stati Uniti, durante il quale serve un assist decisivo per il gol di Massaro contro il Messico nella fase a gironi, che permette all'Italia di qualificarsi alla seconda fase del torneo. Nella semifinale contro la Bulgaria, serve un altro assist a Roberto Baggio per il gol del momentaneo 2-0, che porta gli Azzurri alla finale del torneo. L'Italia verrà sconfitta ai tiri di rigore dal Brasile, nonostante Albertini riesca a segnare il suo tiro dal dischetto.
Due anni dopo è convocato da Sacchi per il campionato d'Europa 1996 in Inghilterra, dove però l'Italia non supera la prima fase.

Albertini (accosciato, secondo da destra) in nazionale nel 1999

Sotto la gestione di Cesare Maldini partecipa al campionato del mondo 1998, dove nei quarti finale contro i padroni di casa della Francia, l'Italia viene eliminata di nuovo ai rigori, a causa anche di un errore di Albertini; nei tempi supplementari, l'occasione del possibile golden goal azzurro era nato proprio dal piede di Albertini, quando il suo lancio smarcante liberò Roberto Baggio, il quale mandò il pallone di poco a lato della porta di Barthez.
Al successivo campionato d'Europa 2000 organizzato congiuntamente da Belgio e Paesi Bassi, sotto la gestione di Dino Zoff, Albertini risulta il miglior uomo-assist degli azzurri con due passaggi vincenti, fornendo il primo a Francesco Totti nella vittoria contro il Belgio durante la fase a gironi, e il secondo a Filippo Inzaghi nei quarti di finale contro la Romania. Gli Azzurri saranno sconfitti in finale per 2-1 dalla Francia, per via del golden gol di Trezeguet.
Nonostante fosse titolare anche con il CT Giovanni Trapattoni nelle qualificazioni al campionato del mondo 2002, un infortunio al tendine di Achille a pochi mesi dal via della manifestazione gli ha impedito di partecipare alla fase finale in Corea del Sud e Giappone, segnando di fatto la fine della sua carriera in maglia azzurra.
Con la nazionale, nella quale ha militato dal 1991 al 2002, Albertini ha totalizzato 79 presenze (6 delle quali da capitano) e 3 reti.

### Dirigente

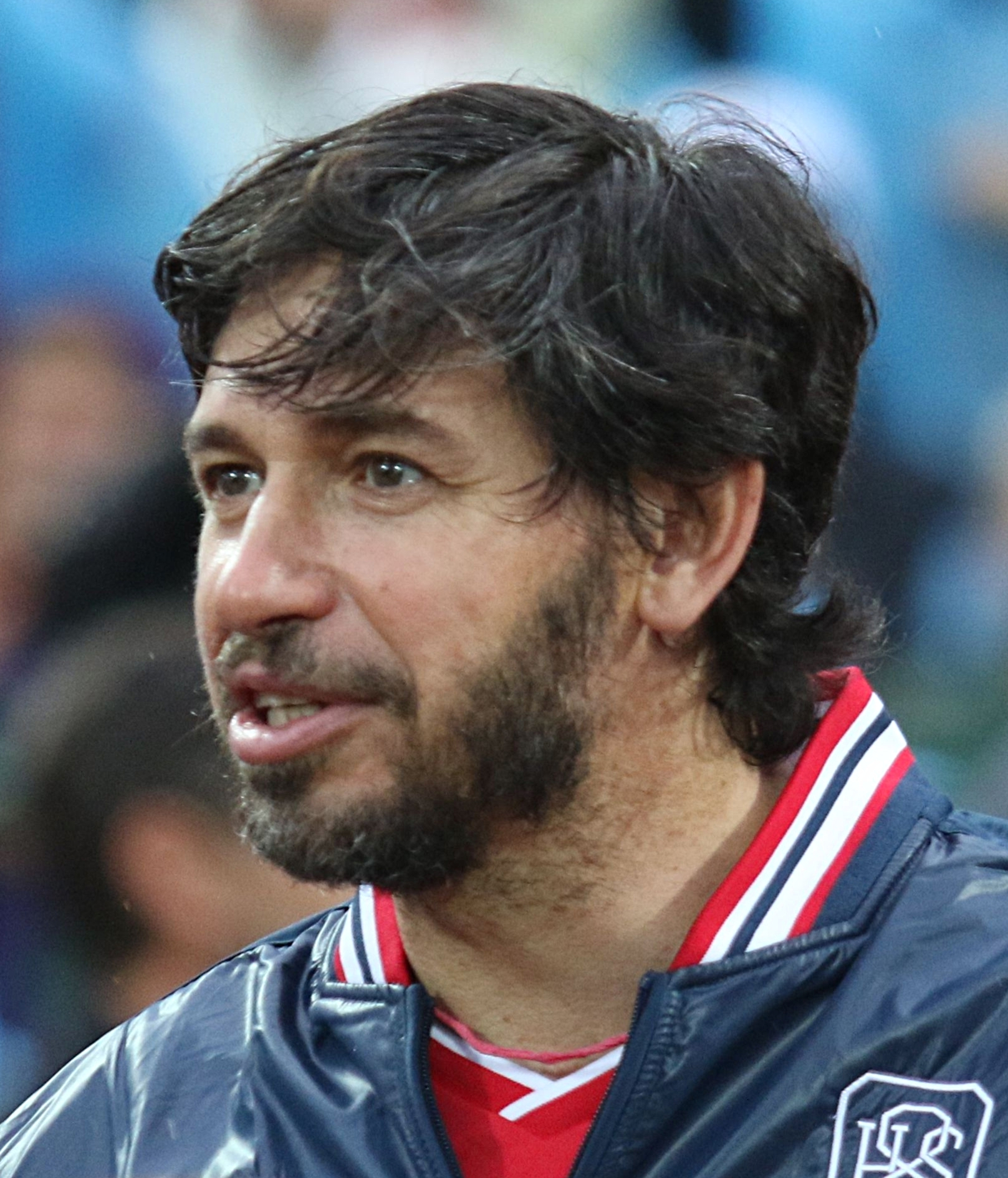
Albertini nel 2016

Dopo il suo ritiro, attraverso l'Associazione Italiana Calciatori, intraprende la carriera dirigenziale. Nel giugno del 2006, in seguito allo scandalo di Calciopoli e alle successive dimissioni del presidente in carica della FIGC, Franco Carraro, e alla nomina di un commissario straordinario, Guido Rossi, è stato nominato vice commissario straordinario della FIGC. Tuttavia, il 19 settembre dello stesso anno, ha rassegnato le proprie dimissioni.
Dal 2007, con l'inizio della presidenza di Giancarlo Abete è diventato vicepresidente della Federcalcio. È stato confermato vicepresidente il 5 aprile 2013 con 10 voti. È anche capodelegazione della Nazionale italiana in occasione di UEFA EURO 2012, della Confederations Cup 2013, del Mondiale 2014 dopo il quale si congederà dalla Federcalcio davanti all'impossibilità di arrivare a riforme importanti per il calcio. Il 27 luglio 2014 formalizza la propria candidatura alla presidenza della FIGC, dopo averne a lungo ventilato l'idea. L'11 agosto perde la battaglia per la presidenza della FIGC a favore di Carlo Tavecchio, che ottenne in terza votazione il 63,63% delle preferenze. Per Albertini si schierarono invano l'AIC, l'AIAC e l'AIA, le componenti tecniche (calciatori, allenatori e arbitri) della FIGC.
Tra gli altri incarichi ricoperti in quegli anni, ha diretto il Comitato organizzatore per la finale della UEFA Champions League 2008-2009 a Roma e il progetto di candidatura dell’Italia per UEFA EURO 2020 che ha permesso sempre a Roma di ospitare le gare dell’Europeo; è anche membro del Consiglio d’Amministrazione di Federcalcio srl, del “FIFA Football Committee” e del “UEFA Football Committee”, della FIFA Task Force Football, della Commissione organizzativa per la Confederations Cup 2009, della Commissione Nazionale Atleti del CONI, del Progetto della Presidenza del Consiglio e del CONI Destinazione Sport, Vice Presidente dell’ATC (ACES Technician Committee), Consigliere dell’Associazione Italiana Calciatori, Ambassador e Coordinatore sport per Expo Milano 2015; relatore presso il Comitato delle Regioni dell’Unione Europea nel quadro delle modifiche per il Libro Bianco sullo Sport, membro della Commissione Stati Generali delle Carceri e della Commissione Sport e Mafia presso il Ministero della Giustizia.
Il 1º aprile 2015, a causa del fallimento del Parma, diventa per nomina giudiziaria coadiutore dei curatori fallimentari del club ducale.
Il 30 gennaio 2019 diventa poi presidente del Settore Tecnico della FIGC, venendo riconfermato il 9 giugno 2021. Il 19 luglio seguente consegue la qualifica da direttore sportivo.

## Dopo il ritiro
Nel 2006 realizza il progetto per la creazione della scuola calcio "Demetrio Albertini", che nasce a Selvino (BG) e si sviluppa a Milano e nel lecchese, coinvolgendo più di 1000 ragazzi.
È amministratore unico della Demetrio Albertini Srl, agenzia di sport marketing ed eventi con sede a Milano.
Dal 2018, insieme a Pierluigi Casiraghi e Lorenzo Alfieri, porta avanti il progetto City Padel Milano, tornei di padel organizzati nei campi allestiti ai piedi delle torri in zona Garibaldi a Milano.
Nel 2020 dà alle stampe per Gribaudo il libro Ti racconto i campioni del Milan, in cui racconta cinquanta fuoriclasse della storia del club rossonero.

## Statistiche

### Presenze e reti nei club
| Stagione        | Squadra         | Campionato      | Campionato | Campionato | Coppe nazionali | Coppe nazionali | Coppe nazionali | Coppe continentali | Coppe continentali | Coppe continentali | Altre coppe | Altre coppe | Altre coppe | Totale | Totale |
| Stagione        | Squadra         | Comp            | Pres       | Reti       | Comp            | Pres            | Reti            | Comp               | Pres               | Reti               | Comp        | Pres        | Reti        | Pres   | Reti   |
| --------------- | --------------- | --------------- | ---------- | ---------- | --------------- | --------------- | --------------- | ------------------ | ------------------ | ------------------ | ----------- | ----------- | ----------- | ------ | ------ |
| 1988-1989       | Milan           | A               | 1          | 0          | -               | -               | -               | -                  | -                  | -                  | -           | -           | -           | 1      | 0      |
| 1989-1990       | Milan           | A               | 1          | 0          | CI              | -               | -               | CC                 | 0                  | 0                  | -           | -           | -           | 1      | 0      |
| set.-ott. 1990  | Milan           | A               | 0          | 0          | CI              | 2               | 0               | -                  | -                  | -                  | -           | -           | -           | 2      | 0      |
| 1990-1991       | Padova          | B               | 28         | 5          | -               | -               | -               | -                  | -                  | -                  | -           | -           | -           | 28     | 5      |
| 1991-1992       | Milan           | A               | 28         | 3          | CI              | 5               | 0               | -                  | -                  | -                  | -           | -           | -           | 33     | 3      |
| 1992-1993       | Milan           | A               | 29         | 2          | CI              | 6               | 0               | UCL                | 7                  | 1                  | SI          | 1           | 0           | 43     | 3      |
| 1993-1994       | Milan           | A               | 26         | 3          | CI              | 0               | 0               | UCL                | 11                 | 1                  | SI+SU+CInt  | 1+2+1       | 0           | 41     | 4      |
| 1994-1995       | Milan           | A               | 30         | 2          | CI              | 4               | 0               | UCL                | 9                  | 0                  | SI+SU+CInt  | 1+2+1       | 0           | 47     | 2      |
| 1995-1996       | Milan           | A               | 30         | 0          | CI              | 3               | 0               | CU                 | 5                  | 0                  | -           | -           | -           | 38     | 0      |
| 1996-1997       | Milan           | A               | 29         | 8          | CI              | 2               | 0               | UCL                | 5                  | 1                  | SI          | 1           | 0           | 37     | 9      |
| 1997-1998       | Milan           | A               | 28         | 0          | CI              | 9               | 2               | -                  | -                  | -                  | -           | -           | -           | 37     | 2      |
| 1998-1999       | Milan           | A               | 29         | 2          | CI              | 3               | 0               | -                  | -                  | -                  | -           | -           | -           | 32     | 2      |
| 1999-2000       | Milan           | A               | 26         | 1          | CI              | 1               | 0               | UCL                | 5                  | 0                  | SI          | 1           | 0           | 33     | 1      |
| 2000-2001       | Milan           | A               | 12         | 0          | CI              | 2               | 0               | UCL                | 11                 | 2                  | -           | -           | -           | 25     | 2      |
| 2001-2002       | Milan           | A               | 24         | 0          | CI              | 4               | 0               | CU                 | 8                  | 0                  | -           | -           | -           | 36     | 0      |
| Totale Milan    | Totale Milan    | Totale Milan    | 293        | 21         |                 | 41              | 2               |                    | 61                 | 5                  |             | 11          | 0           | 406    | 28     |
| 2002-2003       | Atlético Madrid | PD              | 28         | 2          | CR              | 2               | 1               | -                  | -                  | -                  | -           | -           | -           | 30     | 3      |
| 2003-2004       | Lazio           | A               | 23         | 2          | CI              | 4               | 0               | UCL                | 8                  | 0                  | -           | -           | -           | 35     | 2      |
| 2004-gen. 2005  | Atalanta        | A               | 14         | 1          | CI              | 2               | 1               | -                  | -                  | -                  | -           | -           | -           | 16     | 2      |
| gen.-giu. 2005  | Barcellona      | PD              | 5          | 0          | -               | -               | -               | UCL                | 1                  | 0                  | -           | -           | -           | 6      | 0      |
| Totale carriera | Totale carriera | Totale carriera | 391        | 31         |                 | 49              | 4               |                    | 70                 | 5                  |             | 11          | 0           | 521    | 40     |

### Cronologia presenze e reti in nazionale
| Cronologia completa delle presenze e delle reti in nazionale ― Italia | Cronologia completa delle presenze e delle reti in nazionale ― Italia | Cronologia completa delle presenze e delle reti in nazionale ― Italia | Cronologia completa delle presenze e delle reti in nazionale ― Italia | Cronologia completa delle presenze e delle reti in nazionale ― Italia | Cronologia completa delle presenze e delle reti in nazionale ― Italia | Cronologia completa delle presenze e delle reti in nazionale ― Italia | Cronologia completa delle presenze e delle reti in nazionale ― Italia |
| Data                                                                  | Città                                                                 | In casa                                                               | Risultato                                                             | Ospiti                                                                | Competizione                                                          | Reti                                                                  | Note                                                                  |
| --------------------------------------------------------------------- | --------------------------------------------------------------------- | --------------------------------------------------------------------- | --------------------------------------------------------------------- | --------------------------------------------------------------------- | --------------------------------------------------------------------- | --------------------------------------------------------------------- | --------------------------------------------------------------------- |
| 21-12-1991                                                            | Foggia                                                                | Italia                                                                | 2 – 0                                                                 | Cipro                                                                 | Qual. Euro 1992                                                       | -                                                                     |                                                                       |
| 9-9-1992                                                              | Eindhoven                                                             | Paesi Bassi                                                           | 2 – 3                                                                 | Italia                                                                | Amichevole                                                            | -                                                                     | 45’                                                                   |
| 14-10-1992                                                            | Cagliari                                                              | Italia                                                                | 2 – 2                                                                 | Svizzera                                                              | Qual. Mondiali 1994                                                   | -                                                                     | 71’                                                                   |
| 18-11-1992                                                            | Glasgow                                                               | Scozia                                                                | 0 – 0                                                                 | Italia                                                                | Qual. Mondiali 1994                                                   | -                                                                     |                                                                       |
| 19-12-1992                                                            | Ta' Qali                                                              | Malta                                                                 | 1 – 2                                                                 | Italia                                                                | Qual. Mondiali 1994                                                   | -                                                                     |                                                                       |
| 20-1-1993                                                             | Firenze                                                               | Italia                                                                | 2 – 0                                                                 | Messico                                                               | Amichevole                                                            | -                                                                     | 45’                                                                   |
| 24-2-1993                                                             | Porto                                                                 | Portogallo                                                            | 1 – 3                                                                 | Italia                                                                | Qual. Mondiali 1994                                                   | -                                                                     |                                                                       |
| 24-3-1993                                                             | Palermo                                                               | Italia                                                                | 6 – 1                                                                 | Malta                                                                 | Qual. Mondiali 1994                                                   | -                                                                     |                                                                       |
| 14-4-1993                                                             | Trieste                                                               | Italia                                                                | 2 – 0                                                                 | Estonia                                                               | Qual. Mondiali 1994                                                   | -                                                                     |                                                                       |
| 22-9-1993                                                             | Tallinn                                                               | Estonia                                                               | 0 – 3                                                                 | Italia                                                                | Qual. Mondiali 1994                                                   | -                                                                     |                                                                       |
| 17-11-1993                                                            | Milano                                                                | Italia                                                                | 1 – 0                                                                 | Portogallo                                                            | Qual. Mondiali 1994                                                   | -                                                                     | 61’                                                                   |
| 16-2-1994                                                             | Napoli                                                                | Italia                                                                | 0 – 1                                                                 | Francia                                                               | Amichevole                                                            | -                                                                     |                                                                       |
| 23-3-1994                                                             | Stoccarda                                                             | Germania                                                              | 2 – 1                                                                 | Italia                                                                | Amichevole                                                            | -                                                                     | 45’                                                                   |
| 3-6-1994                                                              | Roma                                                                  | Italia                                                                | 1 – 0                                                                 | Svizzera                                                              | Amichevole                                                            | -                                                                     | 45’                                                                   |
| 11-6-1994                                                             | New Haven                                                             | Italia                                                                | 1 – 0                                                                 | Costa Rica                                                            | Amichevole                                                            | -                                                                     |                                                                       |
| 18-6-1994                                                             | New York                                                              | Italia                                                                | 0 – 1                                                                 | Irlanda                                                               | Mondiali 1994 - 1º turno                                              | -                                                                     |                                                                       |
| 23-6-1994                                                             | New York                                                              | Italia                                                                | 1 – 0                                                                 | Norvegia                                                              | Mondiali 1994 - 1º turno                                              | -                                                                     |                                                                       |
| 28-6-1994                                                             | Washington                                                            | Italia                                                                | 1 – 1                                                                 | Messico                                                               | Mondiali 1994 - 1º turno                                              | -                                                                     |                                                                       |
| 5-7-1994                                                              | Boston                                                                | Nigeria                                                               | 1 – 2 dts                                                             | Italia                                                                | Mondiali 1994 - Ottavi di finale                                      | -                                                                     |                                                                       |
| 9-7-1994                                                              | Boston                                                                | Italia                                                                | 2 – 1                                                                 | Spagna                                                                | Mondiali 1994 - Quarti di finale                                      | -                                                                     | 45’                                                                   |
| 13-7-1994                                                             | New York                                                              | Italia                                                                | 2 – 1                                                                 | Bulgaria                                                              | Mondiali 1994 - Semifinale                                            | -                                                                     |                                                                       |
| 17-7-1994                                                             | Los Angeles                                                           | Brasile                                                               | 0 – 0 dts (3 – 2 dtr)                                                 | Italia                                                                | Mondiali 1994 - Finale                                                | -                                                                     | 2º posto                                                              |
| 7-9-1994                                                              | Maribor                                                               | Slovenia                                                              | 1 – 1                                                                 | Italia                                                                | Qual. Euro 1996                                                       | -                                                                     |                                                                       |
| 8-10-1994                                                             | Tallinn                                                               | Estonia                                                               | 0 – 2                                                                 | Italia                                                                | Qual. Euro 1996                                                       | -                                                                     | 84’                                                                   |
| 16-11-1994                                                            | Palermo                                                               | Italia                                                                | 1 – 2                                                                 | Croazia                                                               | Qual. Euro 1996                                                       | -                                                                     | 55’                                                                   |
| 25-3-1995                                                             | Salerno                                                               | Italia                                                                | 4 – 1                                                                 | Estonia                                                               | Qual. Euro 1996                                                       | 1                                                                     |                                                                       |
| 29-3-1995                                                             | Kiev                                                                  | Ucraina                                                               | 0 – 2                                                                 | Italia                                                                | Qual. Euro 1996                                                       | -                                                                     |                                                                       |
| 19-6-1995                                                             | Losanna                                                               | Svizzera                                                              | 0 – 1                                                                 | Italia                                                                | Torneo del Centenario della Federazione Svizzera                      | -                                                                     | 45’                                                                   |
| 21-6-1995                                                             | Zurigo                                                                | Italia                                                                | 0 – 2                                                                 | Germania                                                              | Torneo del Centenario della Federazione Svizzera                      | -                                                                     |                                                                       |
| 6-9-1995                                                              | Udine                                                                 | Italia                                                                | 1 – 0                                                                 | Slovenia                                                              | Qual. Euro 1996                                                       | -                                                                     |                                                                       |
| 8-10-1995                                                             | Spalato                                                               | Croazia                                                               | 1 – 1                                                                 | Italia                                                                | Qual. Euro 1996                                                       | 1                                                                     |                                                                       |
| 11-11-1995                                                            | Bari                                                                  | Italia                                                                | 3 – 1                                                                 | Ucraina                                                               | Qual. Euro 1996                                                       | -                                                                     |                                                                       |
| 15-11-1995                                                            | Reggio Emilia                                                         | Italia                                                                | 4 – 0                                                                 | Lituania                                                              | Qual. Euro 1996                                                       | -                                                                     |                                                                       |
| 24-1-1996                                                             | Terni                                                                 | Italia                                                                | 3 – 0                                                                 | Galles                                                                | Amichevole                                                            | -                                                                     |                                                                       |
| 29-5-1996                                                             | Cremona                                                               | Italia                                                                | 2 – 2                                                                 | Belgio                                                                | Amichevole                                                            | -                                                                     | Cap.                                                                  |
| 1-6-1996                                                              | Budapest                                                              | Ungheria                                                              | 0 – 2                                                                 | Italia                                                                | Amichevole                                                            | -                                                                     | 70’                                                                   |
| 11-6-1996                                                             | Liverpool                                                             | Russia                                                                | 1 – 2                                                                 | Italia                                                                | Euro 1996 - 1º turno                                                  | -                                                                     |                                                                       |
| 14-6-1996                                                             | Liverpool                                                             | Rep. Ceca                                                             | 2 – 1                                                                 | Italia                                                                | Euro 1996 - 1º turno                                                  | -                                                                     |                                                                       |
| 19-6-1996                                                             | Manchester                                                            | Germania                                                              | 0 – 0                                                                 | Italia                                                                | Euro 1996 - 1º turno                                                  | -                                                                     |                                                                       |
| 6-11-1996                                                             | Sarajevo                                                              | Bosnia ed Erzegovina                                                  | 2 – 1                                                                 | Italia                                                                | Amichevole                                                            | -                                                                     |                                                                       |
| 22-1-1997                                                             | Palermo                                                               | Italia                                                                | 2 – 0                                                                 | Irlanda del Nord                                                      | Amichevole                                                            | -                                                                     |                                                                       |
| 12-2-1997                                                             | Londra                                                                | Inghilterra                                                           | 0 – 1                                                                 | Italia                                                                | Qual. Mondiali 1998                                                   | -                                                                     |                                                                       |
| 29-3-1997                                                             | Trieste                                                               | Italia                                                                | 3 – 0                                                                 | Moldavia                                                              | Qual. Mondiali 1998                                                   | -                                                                     |                                                                       |
| 30-4-1997                                                             | Napoli                                                                | Italia                                                                | 3 – 0                                                                 | Polonia                                                               | Qual. Mondiali 1998                                                   | -                                                                     |                                                                       |
| 4-6-1997                                                              | Nantes                                                                | Italia                                                                | 0 – 2                                                                 | Inghilterra                                                           | Torneo di Francia                                                     | -                                                                     |                                                                       |
| 8-6-1997                                                              | Lione                                                                 | Italia                                                                | 3 – 3                                                                 | Brasile                                                               | Torneo di Francia                                                     | 1                                                                     |                                                                       |
| 11-10-1997                                                            | Roma                                                                  | Italia                                                                | 0 – 0                                                                 | Inghilterra                                                           | Qual. Mondiali 1998                                                   | -                                                                     |                                                                       |
| 29-10-1997                                                            | Mosca                                                                 | Russia                                                                | 1 – 1                                                                 | Italia                                                                | Qual. Mondiali 1998                                                   | -                                                                     |                                                                       |
| 15-11-1997                                                            | Napoli                                                                | Italia                                                                | 1 – 0                                                                 | Russia                                                                | Qual. Mondiali 1998                                                   | -                                                                     |                                                                       |
| 22-4-1998                                                             | Parma                                                                 | Italia                                                                | 3 – 1                                                                 | Paraguay                                                              | Amichevole                                                            | -                                                                     |                                                                       |
| 2-6-1998                                                              | Göteborg                                                              | Svezia                                                                | 1 – 0                                                                 | Italia                                                                | Amichevole                                                            | -                                                                     |                                                                       |
| 11-6-1998                                                             | Bordeaux                                                              | Italia                                                                | 2 – 2                                                                 | Cile                                                                  | Mondiali 1998 - 1º turno                                              | -                                                                     |                                                                       |
| 17-6-1998                                                             | Montpellier                                                           | Italia                                                                | 3 – 0                                                                 | Camerun                                                               | Mondiali 1998 - 1º turno                                              | -                                                                     | 62’                                                                   |
| 27-6-1998                                                             | Marsiglia                                                             | Italia                                                                | 1 – 0                                                                 | Norvegia                                                              | Mondiali 1998 - Ottavi di finale                                      | -                                                                     | 72’                                                                   |
| 3-7-1998                                                              | Parigi                                                                | Italia                                                                | 0 – 0 dts (3 – 4 dtr)                                                 | Francia                                                               | Mondiali 1998 - Quarti di finale                                      | -                                                                     | 52’                                                                   |
| 5-9-1998                                                              | Liverpool                                                             | Galles                                                                | 0 – 2                                                                 | Italia                                                                | Qual. Euro 2000                                                       | -                                                                     | Cap. 66’                                                              |
| 10-10-1998                                                            | Udine                                                                 | Italia                                                                | 2 – 0                                                                 | Svizzera                                                              | Qual. Euro 2000                                                       | -                                                                     |                                                                       |
| 18-11-1998                                                            | Salerno                                                               | Italia                                                                | 2 – 2                                                                 | Spagna                                                                | Amichevole                                                            | -                                                                     | 45’                                                                   |
| 16-12-1998                                                            | Roma                                                                  | Italia                                                                | 6 – 2                                                                 | World Stars                                                           | Amichevole                                                            | -                                                                     |                                                                       |
| 10-2-1999                                                             | Pisa                                                                  | Italia                                                                | 0 – 0                                                                 | Norvegia                                                              | Amichevole                                                            | -                                                                     |                                                                       |
| 28-4-1999                                                             | Zagabria                                                              | Croazia                                                               | 0 – 0                                                                 | Italia                                                                | Amichevole                                                            | -                                                                     |                                                                       |
| 5-6-1999                                                              | Bologna                                                               | Italia                                                                | 4 – 0                                                                 | Galles                                                                | Qual. Euro 2000                                                       | -                                                                     |                                                                       |
| 9-6-1999                                                              | Losanna                                                               | Svizzera                                                              | 0 – 0                                                                 | Italia                                                                | Qual. Euro 2000                                                       | -                                                                     |                                                                       |
| 8-9-1999                                                              | Napoli                                                                | Italia                                                                | 2 – 3                                                                 | Danimarca                                                             | Qual. Euro 2000                                                       | -                                                                     | Cap.                                                                  |
| 13-11-1999                                                            | Lecce                                                                 | Italia                                                                | 1 – 3                                                                 | Belgio                                                                | Amichevole                                                            | -                                                                     | Cap.                                                                  |
| 26-4-2000                                                             | Reggio Calabria                                                       | Italia                                                                | 2 – 0                                                                 | Portogallo                                                            | Amichevole                                                            | -                                                                     | Cap. 45’                                                              |
| 3-6-2000                                                              | Oslo                                                                  | Norvegia                                                              | 1 – 0                                                                 | Italia                                                                | Amichevole                                                            | -                                                                     |                                                                       |
| 11-6-2000                                                             | Arnhem                                                                | Turchia                                                               | 1 – 2                                                                 | Italia                                                                | Euro 2000 - 1º turno                                                  | -                                                                     |                                                                       |
| 14-6-2000                                                             | Bruxelles                                                             | Italia                                                                | 2 – 0                                                                 | Belgio                                                                | Euro 2000 - 1º turno                                                  | -                                                                     |                                                                       |
| 24-6-2000                                                             | Bruxelles                                                             | Italia                                                                | 2 – 0                                                                 | Romania                                                               | Euro 2000 - Quarti di finale                                          | -                                                                     |                                                                       |
| 29-6-2000                                                             | Amsterdam                                                             | Italia                                                                | 0 – 0 dts (3 – 1 dtr)                                                 | Paesi Bassi                                                           | Euro 2000 - Semifinale                                                | -                                                                     | 77’                                                                   |
| 2-7-2000                                                              | Rotterdam                                                             | Francia                                                               | 2 – 1 gg                                                              | Italia                                                                | Euro 2000 - Finale                                                    | -                                                                     | 2º posto                                                              |
| 3-9-2000                                                              | Budapest                                                              | Ungheria                                                              | 2 – 2                                                                 | Italia                                                                | Qual. Mondiali 2002                                                   | -                                                                     |                                                                       |
| 7-10-2000                                                             | Milano                                                                | Italia                                                                | 3 – 0                                                                 | Romania                                                               | Qual. Mondiali 2002                                                   | -                                                                     |                                                                       |
| 11-10-2000                                                            | Ancona                                                                | Italia                                                                | 2 – 0                                                                 | Georgia                                                               | Qual. Mondiali 2002                                                   | -                                                                     | Cap.                                                                  |
| 15-11-2000                                                            | Torino                                                                | Italia                                                                | 1 – 0                                                                 | Inghilterra                                                           | Amichevole                                                            | -                                                                     | 52’                                                                   |
| 24-3-2001                                                             | Bucarest                                                              | Romania                                                               | 0 – 2                                                                 | Italia                                                                | Qual. Mondiali 2002                                                   | -                                                                     |                                                                       |
| 6-10-2001                                                             | Parma                                                                 | Italia                                                                | 1 – 0                                                                 | Ungheria                                                              | Qual. Mondiali 2002                                                   | -                                                                     | 72’                                                                   |
| 27-3-2002                                                             | Leeds                                                                 | Inghilterra                                                           | 1 – 2                                                                 | Italia                                                                | Amichevole                                                            | -                                                                     | 56’                                                                   |
| Totale                                                                |                                                                       | Presenze (14º posto)                                                  | 79                                                                    |                                                                       | Reti                                                                  | 3                                                                     |                                                                       |

## Palmarès

### Club

#### Competizioni nazionali
- Campionato italiano: 5

Milan: 1991-1992, 1992-1993, 1993-1994, 1995-1996, 1998-1999
- Supercoppa italiana: 3

Milan: 1992, 1993, 1994
- Coppa Italia: 1

Lazio: 2003-2004
- Campionato spagnolo: 1

Barcellona: 2004-2005

#### Competizioni internazionali
- Coppa dei Campioni/UEFA Champions League: 3

Milan: 1988-1989, 1989-1990, 1993-1994
- Supercoppa UEFA: 2

Milan: 1989, 1994
- Coppa Intercontinentale: 2

Milan: 1989, 1990

### Nazionale
- Campionato d'Europa Under-21: 1

1992

### Individuale
- Premio Gentleman: 1

1999
- Gran Galà del calcio AIC: 1

Premio alla carriera: 2024